# Walther Reyer
Walther Reyer (4 de septiembre de 1922–5 de septiembre de 1999) fue un actor austriaco. Apareció en más de 50 películas y programas de televisión entre 1954 y 1997.

## Filmografía
| Año  | Título                                       | Rol                                                            | notas |
| ---- | -------------------------------------------- | -------------------------------------------------------------- | ----- |
| 1954 | El príncipe rojo                             |                                                                |       |
| 1954 | El pueblo pecador                            | Sepp Stangascantante                                           |       |
| 1956 | El último amor del príncipe heredero Rodolfo | Erzherzog Johann Salvator                                      |       |
| 1957 | Sissi Emperatriz                             | Conde Gyula Andrássy                                           |       |
| 1957 | Sissi - Los fatídicos años de una emperatriz | Conde Gyula Andrássy                                           |       |
| 1958 | El Doctor de Stalingrado                     | Dr. Sellnow                                                    |       |
| 1958 | Hoch klingt der Radetzkymarsch               | Stephan Fischbacher, Oberleutnant im Regiment 'Principe Eugen' |       |
| 1959 | El tigre de Esnapur                          | Maharadjaj Chandra                                             |       |
| 1959 | la tumba india                               | Maharadjaj Chandra                                             |       |
| 1959 | María Estuardo                               |                                                                |       |
| 1959 | Jacqueline                                   | Paul Buttner                                                   |       |
| 1960 | Don Carlos                                   | Don Carlos                                                     |       |
| 1960 | Página de Gustavo Adolfo                     | Hauptmann Roland                                               |       |
| 1961 | Jedermann                                    | Jedermann                                                      |       |
| 1962 | El ojo del mal                               | Andreas Hartmann                                               |       |
| 1962 | Romance en Venecia                           | Stefano                                                        |       |
| 1963 | Ferien vom ich                               | Franco A. Stevenson                                            |       |
| 1964 | El derrochador                               | Julio von Flottwell                                            |       |
| 1981 | El aficionado                                | Canciller                                                      |       |
| 1984 | Doctoras                                     | Dra. Riemenschild                                              |       |
| 1997 | Die Schuld der Liebe                         | Prälat Sippel                                                  |       |